# Refsdahlbrekka
Refsdahlbrekka är en kulle i Antarktis. Den ligger i Östantarktis. Norge gör anspråk på området. Toppen på Refsdahlbrekka är 1 926 meter över havet.
Terrängen runt Refsdahlbrekka är huvudsakligen kuperad, men norrut är den bergig. Terrängen runt Refsdahlbrekka sluttar brant västerut. Trakten är obefolkad. Det finns inga samhällen i närheten. 